# Sergio D'Ottavi
Sergio D'Ottavi, noto anche con lo pseudonimo di Sergio D'Alba (... – Roma, 25 dicembre 2012), è stato un cantante, paroliere, autore televisivo e sceneggiatore italiano.

## Biografia
Ingegnere di professione, iniziò la carriera artistica come cantante negli anni '40 per la Cetra con Rossana Beccari e Clara Jaione, facendo parte inoltre della Compagnia del teatro comico musicale di Roma, con la quale partecipò a molti varietà radiofonici.
In seguito, collaborando con Maurizio Jurgens, Leo Chiosso e Oreste Lionello, fu paroliere (tra gli altri per Claudio Villa, Achille Togliani, Little Tony, Mia Martini e Rita Pavone) autore radiofonico (Carlo, maestro di chic del 1961, Hollywoodiana del 1967, Ciao domenica, del 1975, con Delia Scala e Leo Gullotta, Attenti a quei tre del 1975 e Broadway andata e ritorno del 1977) teatrale (Ma che c'è... Fregoli?, del 1975) e televisivo. Fu inoltre sceneggiatore per due film tra il 1973 e il 1982 e della sitcom televisiva Nemici per la pelle con Renato Rascel e Giuditta Saltarini.

## Filmografia

### Sceneggiatore
- Mamma... li turchi!, regia di Renato Savino (1973)
- Nemici per la pelle, regia di Kikka Mauri Cerrato (1980-81) – sitcom tv
- È forte un casino!, regia di Alessandro Metz (1982) – anche soggetto

## Discografia

### Singoli
- 1949 - Vecchia Firenze/Canzone a mamma (Cetra, DC 5010; orchestra diretta da Armando Fragna)[4]
- 1949 - Samba a Posillipo/Povero Pedro (Cetra, DC 5029; con Rossana Beccari)
- 1949 - La guapa/Rosso di sera (Cetra, DC 5030; lato B con Clara Jaione)

## Programmi televisivi
- Lei non si preoccupi (Programma Nazionale, 1967)
- Il Borsacchiotto (Rete 2, 1977)
- Che combinazione (Rete 2, prima edizione, 1978)
- Buonasera con... Renato Rascel (Rai 2, 1978)
- Buonasera con... Luciano Salce (Rai 2, 1979)
- Buonasera con... Macario (Rai 2, 1979) co-autore e regista Mauro Macario
- Buonasera con... Enrico Maria Salerno (Rai 2, 1981)
- Buonasera con... Aldo e Carlo Giuffré - Cinevarietà (Rai 2, 1981)
- Il sistemone (Rai 2, 1981-1984)
- Le regine (Rai 1, 1982)
- Il trappolone (Rai 2, 1984)
- Sponsor City (Rete 4, 1984)